# Mike Liut
Michael Dennis "Mike" Liut, född 7 januari 1956, är en kanadensisk före detta professionell ishockeymålvakt som tillbringade 14 säsonger i den nordamerikanska ishockeyligan National Hockey League (NHL), där han spelade för ishockeyorganisationerna St. Louis Blues, Hartford Whalers och Washington Capitals. Han släppte in i genomsnitt 3,49 mål per match och höll nollan 25 gånger på 663 grundspelsmatcher. Han spelade även för Cincinnati Stingers i World Hockey Association (WHA) och på lägre nivåer för Bowling Green Falcons (Bowling Green State University) i National Collegiate Athletic Association (NCAA). Landslagsmålvakt för team Canada 1981, Canada Cup. 
Liut draftades i fjärde rundan i 1976 års draft av St. Louis Blues som 56:e spelare totalt. Han vann en Lester B. Pearson Award för säsongen 1980–1981.
Efter den aktiva spelarkarriären avlade han en juris doktor vid Detroit College of Law och var målvaktstränare för Michigan Wolverines mellan 1995 och 1998. Idag är han chef för ishockeyavdelningen för agentfirman Octagon. Liut är kusin till ishockeylegendaren Ron Francis som ligger på plats fem på listan över spelare som har gjort flest poäng i NHL:s historia.